# Rudolph Fittig
Wilhelm Rudolph Fittig (Amburgo, 6 dicembre 1835 – Strasburgo, 19 novembre 1910) è stato un chimico tedesco.

## Biografia
Fittig studiò chimica presso l'Università di Gottinga ottenendo il Ph.D. con una tesi sull'acetone nel 1858, sotto la supervisione di Heinrich Limpricht e Friedrich Wöhler. Successivamente ottenne diversi incarichi a Gottinga, fino ad occupare nel 1870 la cattedra presso l'Università di Tubinga e nel 1876 quella presso l'Università di Strasburgo dove fece costruire un nuovo laboratorio chimico.
Nel 1906 gli venne assegnata la medaglia Davy.

## Attività
L'attività di Fittig fu interamente dedicata alla chimica organica. Osservò che aldeidi e chetoni sono in grado di essere ridotti a glicoli secondari e terziari, sostanze che chiamò pinaconi. Inoltre notò che alcuni pinaconi quando sono distillati con acido solforico diluito formano dei composti che egli chiamò pinacoline. Scoprì e sintetizzò anche i primi lattoni. Nel 1863 introdusse la reazione di Wurtz-Fittig, in cui un alogenuro arilico reagisce con un alogenuro alchilico (o con un'altra molecola di alogenuro arilico) in presenza di sodio metallico dando un composto aromatico sostituito. Indagò anche su alcuni idrocarburi presenti nella frazione altobollente del catrame di carbone determinando la struttura del fenantrene. A lui, in collaborazione con Ira Remsen, si deve il riconoscimento della struttura dell'alcaloide piperina nel 1871.